# Sinfonia da Necrópole
Sinfonia da Necrópole é filme musical brasileiro de 2016 dirigido e escrito por Juliana Rojas. É produzido por Max Eluard e conta a história de um aprendiz de coveiro (Eduardo Gomes) que não está satisfeito com o trabalho mas não desiste por conta de sua paixão por uma colega de trabalho (Luciana Paes).
Sinfonia da Necrópole estreou no Festival de Paulínia em 23 de julho de 2014 e foi lançado no Brasil em 14 de abril de 2016. O filme agradou a crítica que elogiou o humor e a originalmente da história.
Luciana Paes foi indicada ao Prêmio Guarani de Melhor Atriz em 2017, premiação organizada por críticos e jornalistas brasileiros. Eduardo Gomes também foi indicado ao prêmio na categoria de Melhor Revelação do Ano.

## Sinopse
Deodato (Eduardo Gomes) trabalha como aprendiz de coveiro em um cemitério da grande metrópole São Paulo. Ele não anda muito satisfeito com sua profissão. Entretanto, sua rotina no trabalho muda completamente com a chegada de Jaqueline (Luciana Paes), funcionária do serviço funerário. Ela desenvolve um levantamento sobre túmulos abandonados com a ajuda de Deodato. A paixão por ela impede ele de pedir demissão, mas os eventos estranhos no local de trabalho continuam abalando seu psicológico.

## Elenco
| Lista de elenco e personagens |     |                       |
| Eduardo Gomes                 | ... | Deodato Barbosa       |
| Luciana Paes                  | ... | Jaqueline             |
| Hugo Villavicenzio            | ... | Aloízio Gonzalez      |
| Paulo Jordão                  | ... | Seu Jaca              |
| Germano Melo                  | ... | Humberto              |
| Luís Mármora                  | ... | Padre Chico           |
| Adriana Mendonça              | ... | Guta                  |
| Antônio Veloso                | ... | Dirceu                |
| Augusto Pompeo                | ... | Baltazar              |
| Lilian Blanc                  | ... | senhora no enterro    |
| Kiko Bertholini               | ... | filho no enterro      |
| Lucélia Machiaveli            | ... | dona Giovana Zucoloto |
| Wandré Gouveia                | ... | neto de Dona Giovana  |
| Mariza Junqueira              | ... | Mariza                |
| Rodrigo Bolzan                | ... | fotógrafo             |
| Satiko Takao                  | ... | Dona Keiko            |
| Beto Matos                    | ... | vizinho               |
| Amina Jorge                   | ... | cantora do karaokê    |
| Sara Silveira                 | ... | cantora do karaokê    |
| Thiago Ricarte                | ... | cantor do karaokê     |
| Gilda Nomacce                 | ... | Maristela             |
| Daniel Chaia                  | ... | Palhares              |
| Rony Koren                    | ... | bailarino             |
| Sergio Silva                  | ... | figurante             |
| João Marcos de Almeida        | ... | figurante             |

## Produção
Sinfonia da Necrópole é o primeiro longa-metragem dirigido por Juliana Rojas sozinha. O filme foi gravado em cemitérios da cidade de São Paulo. As cenas foram gravadas no cemitérios de Araçá, Consolação e Vila Mariana. Para a produção do filme, os produtores buscaram referências em filmes brasileiros dos anos 80 e 90, como Lua de Cristal e Cidade Oculta.

## Lançamento
O filme teve sua première no Festival de Cinema de Paulínia, em São Paulo. Também foi selecionado para a mostra principal do Festival de Gramado, no Rio Grande do Sul. Partipou do Festival de Vitória, no Espírito Santo. Em seguida, participou de festivais internacionais, sendo exibido no Festival de Mar Del Plata, na Argentina, e no Göteborg Film Festival, na Suécia.
Foi lançado no circuito comercial do Brasil a partir de 14 de abril de 2016 pela Vitrine Filmes.

## Recepção

### Crítica
Sinfonia da Necrópole foi recebido de forma positiva por parte dos críticos. A originalidade do filme foi elogiada, assim como a forma que o humor e o terror foram mesclados. As atuações de Luciana Paes e Eduardo Gomes também foram elogiadas e premiadas. No site agregador de resenhas AdoroCinema, o filme possui uma média de 3,6 de 5 estrelas com base em 10 resenhas. 
Em sua crítica ao O Globo, Ruy Gardnier escreveu: "A escolha do gênero musical para lidar com as tensões entre tradição e modernização, passando por dilemas sentimentais e profissionais, é preciosa. A opção por essa fantasia de morbidez melódica nos permite acreditar em situações a princípio implausíveis".
Luiz Zanin Oricchio, para o Estado de São Paulo, elogiou a abordagem leve do filme em temas considerados sensíveis: "Tudo, em "Sinfonia da Necrópole", é disposto para desconstruir alguns tabus. O primeiro deles, naturalmente, a própria morte, tratada com temos reverencial mas aqui desmistificada como dado natural da nossa condição."
Robledo Milani, do Papo de Cinema, escreveu: "O inusitado possui seu charme, e este diferencial se revela de peso dentro das possibilidades do filme. Não há muito mais a se discorrer sobre a trama".